# Bacarà

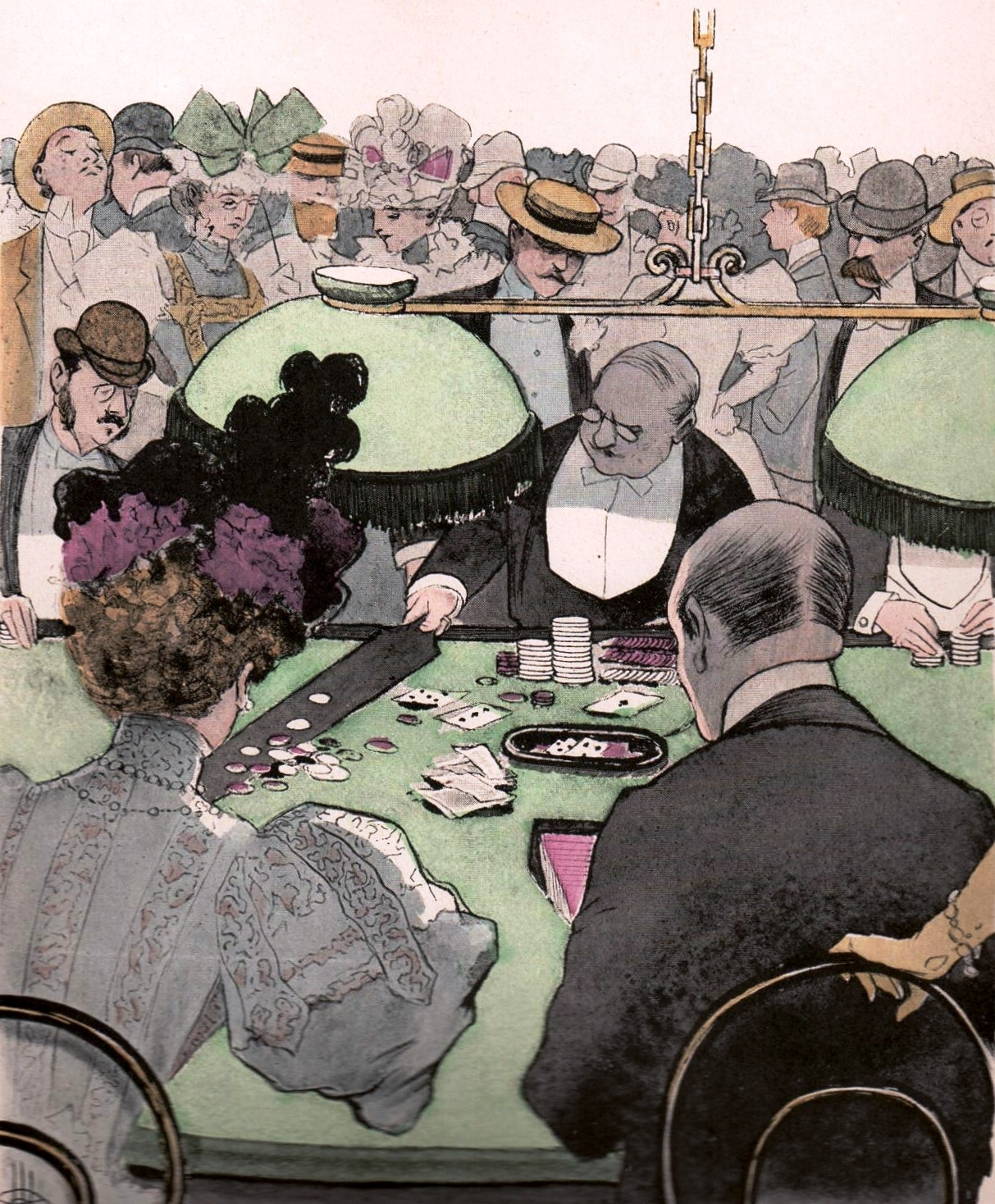
Una partida de bacarà segons Albert Guillaume

El bacarà és una família de jocs de naips que té per objectiu sumar nou punts o acostar-s'hi. Hi ha tres modalitats diferents: punt i banca, ‘chemin-de-fer' i ‘baccara banque'.
Es desconeix la procedència d'aquest joc i les teories sobre el seu origen són contradictòries. Segons algunes fonts, es tracta d'un joc napolità del segle XVI; altres afirmen que és una evolució del pai-gow xinès. Malgrat tot és a França, a principis del segle xix, quan el bacarà s'implanta en casinos i partides elegants.
A Catalunya es pot jugar, en l'actualitat, a la modalitat de mini-punt i banca. Tanmateix, a principis de segle XX es jugava a la modalitat 'chemin-de-fer' en el Cercle del Liceu i altres sales de joc barcelonines. També era habitual organitzar partides privades en domicilis privats malgrat que el joc estava prohibit a tot l'estat des de 1891.

## Valor de les cartes
El bacarà es juga amb dos, tres, sis o vuit baralles de naips francesos. Totes les cartes puntuen el seu valor nominal excepte els deus i les figures que valen zero. L'as val 1. Només importen les unitats, el número de les desenes cau. Per exemple: una mà amb un 5 i un 4 val 9 (5 + 4 = 9), una altra mà amb 7 i 8 val 5 (7 + 8 = 15 = 5). La primera mà guanya sobre la segona. En aquest joc no és possible passar-se.
Els pals són irrellevants.

## Chemin-de-fer
Joc de cercle que enfronta, per torn, un banquer contra la resta de punts (jugadors). El banquer proposa una aposta que la resta de jugadors han d'igualar. Després el banquer alternativament reparteix les cartes tapades: dos pels punts i dos més per la banca. Una tercera carta serà repartida depenent de la suma de les dues primeres cartes dels punts:
- amb 0, 1, 2, 3 i 4 els jugadors sempre demanen una tercera carta que es dona descoberta.
- amb 5 els jugadors poden decidir. Normalment decideix el jugador que ha apostat més.
- amb 6 o 7 els jugadors estan obligats a plantar-se.
- amb 8 o 9 (jugada natural) els jugadors destapen les cartes i les comparen amb les de la banca. En aquest cas cap carta addicional és repartida. Guanya qui tingui 9 o més s'hi acosti.

Si no s'esdevé cap ‘jugada natural', el banquer mira les seves cartes i decideix. La banca té llibertat per demanar carta o plantar-se. Seguidament mostra la seva mà, es comparen i el crupier paga les apostes.
En el bacarà quan hi ha empat en punts es torna a començar la partida.
Quan el banquer perd la partida, es passa el torn i el jugador immediatament a la seva dreta serà el nou banquer. Si guanya, pot mantenir la banca però no pot retirar els beneficis obtinguts que seran la nova aposta. L'aposta s'incrementa successivament si el banquer no perd i els punts poden igualar-la. El banquer pot retirar els diners però perd el dret de tenir la banca. Cada mà que el banquer guanya ha de pagar una comissió del 5 per cent al crupier.

## Baccara banque
També anomenat bacarà a dues taules. És un joc similar al ‘chemin-de-fer', però el banquer és fix. La durada d'una partida ve determinada pel nombre de baralles que hi ha en el ‘sabot' (dispensador de cartes).
El banquer està assegut al centre d'una taula oval enfront del crupier. Al voltant hi ha la resta de jugadors. S'estableixen dos equips, un a cada costat de la taula, que juguen contra la banca. El banquer reparteix cartes a cada costat i a si mateix. La banca juga contra ambdós equips alhora. Primer, el banquer mira les seves cartes, si té una ‘jugada natural' les destapa, es compara amb les altres i s'acaba la partida. Però si no té 8 o 9, manté les cartes tapades i el joc continua com al ‘chemin-de-fer'. Exemple: si el banquer té 9 (natural), els punts de la dreta 9 (natural) i els punts de l'esquerra 6; la banca empata amb la dreta i guanya a l'esquerra. Però si el banquer té 9 (2 + 3 + 4), els punts de l'esquerra 9 (natural) i els de la dreta 8; la banca perd a l'esquerra i guanya a la dreta.
En el bacarà a dues taules el banquer pot mantenir la banca durant tota la partida malgrat que perdi les mans. El banquer no pot recollir els beneficis d'una jugada i aquests es mantenen com a següent aposta si la resta de jugadors poden cobrir-la.

## Punt i banca
És la modalitat, tipus contrapartida, del bacarà. En el punt i banca els jugadors no prenen cap mena de decisió; és un joc de pur atzar. Els jugadors s'enfronten, independentment, contra un crupier que fa de banquer. Cada jugador opta entre dues apostes: punt o banca. El crupier reparteix les cartes descobertes segons unes regles establertes:
Primerament es reparteixen quatre cartes alternativament, dues pel punt i dues per la banca. No es dona cap més carta si el punt o la banca tenen 8 o 9 (jugada natural).
En cas contrari:
- Si el punt suma entre 0 i 5 punts amb les dues primeres cartes demana carta. Si té 6 o 7, es planta.

- La suma de la banca i la tercera carta del punt determinen aleshores el joc:

- - si el punt no ha demanat carta, la banca demana amb 0-5 i es planta amb 6 i 7.
  - si la tercera carta del punt és 2 o 3, la banca demana si la suma de les dues cartes és 0-4 i es planta amb 5-7.
  - si la tercera carta del punt és 4 o 5, la banca demana amb 0-5 i es planta amb 6 i 7.
  - si la tercera carta del punt és 6 o 7, la banca demana amb 0-6 i es planta amb 7.
  - si la tercera carta del punt és un 8, la banca demana amb 0-2 i es planta amb 3-7.
  - si la tercera carta del punt és as, 9, 10, J, Q, K, la banca demana amb 0-3 i es planta amb 4-7.

L'aposta de banca té una lleuger avantatge sobre el punt. Però els jugadors que aposten per la banca han de pagar una comissió del 5 per cent cada cop que guanyen.